# HMS Ace (P414)
Za druge ladje glejte HMS Ace.
HMS Ace (P414) je bila podmornica razreda amphion Kraljeve vojne mornarice.
Splovljena je bila 14. marca 1945 v ladjedelnici Devonport Dockyard.
Zaradi konca druge svetovne vojne ni bila dokončana. Kljub temu so njen trup uporabili za testiranje obnašanja v globini, dokler je niso leta 1950 prodali podjetju Smith & Houston Ltd. (Port Glasgow, Škotska) za razrez.